# Eleccions presidencials armènies de 2003
Les Eleccions presidencials armènies de 2003 van tenir lloc el 19 de febrer i el 5 de març de 2003. Cap candidat va obtenir la majoria en la primera ronda de les eleccion, encara que l'aleshores president Robert Kotxarian va obtenir una mica menys del 50% dels vots. Per tant, es va dur a terme una segona ronda i Kocharyan derrotà Stepan Demirchyan, amb uns resultats oficials que mostraven una victòria per mica més d'un 67% dels vots. No obstant això, tant l'oposició com els observadors internacionals van dir que a les eleccions havien vist grans quantitats de frau electoral i l'oposició no reconegué els resultats de l'elecció.

## Antecedents
Robert Kocharyan havia estat elegit president a les eleccions presidencials armènies de 1998 derrotant Karen Demirchyan. Les eleccions va tenir lloc quan Levon Ter-Petrossian va ser obligat a dimitir com a president després d'accedir a un pla per resoldre el conflicte de Nagorno-Karabakh, que els seus ministres, incloent Kocharyan, s'havia negat a acceptar.
El 7 d'agost de 2002 la Comissió Electoral Central d'Armènia va anunciar que les eleccions presidencials se celebrarien el 19 de febrer de 2003, i que les nominacions havien d'estar presentades el 6 de desembre de 2002. Els candidats havien d'obtenir 40.000 firmes de suport per tal de ser capaç de presentar-se a les eleccions.
El president Kocharyan ja havia anunciat que seria candidat a la reelecció i els partits de l'oposició intentaren arribar a un acord sobre un candidat únic per oposar-se a ell, però no van tenir èxit. L'expresident Levon Ter-Petrossian, finalment, va decidir no presentar-se.

## Primera volta
Finalment, es van presentar 9 candidats a la primera volta de les eleccions. Ja alguns informes van denunciar que el president Kocharyab va rebre en els mitjans de comunicació prop de cinc vegades més de cobertura durant la campanya que tots els altres vuit candidats juts. El seu director de campanya fou el Primer Ministre d'Armènia Serj Sargsian. El principal opositor de Kocharyan és Stepan Demirchyan, líder del Partit del Poble d'Armènia i fill de Karen Demirchyan, un exlíder de l'RSS d'Armènia i portaveu de l'Assemblea Nacional Armènia que havia estat assassinat el 1999. Demirchyan va competir a les eleccions com a candidat anti-corrupció. Un altre candidat és Artashes Geghamyan, exalcalde d'Erevan, d'Unitat Nacional.
Les enquestes d'opinió en el període previ a les eleccions va mostrar que el president Kocharyan tenia les mateixes probabilitats de guanyar el 50% necessari per evitar una segona volta. Els primers resultats van donar Kocharyan més de la meitat dels vots, però els resultats finals de la primera ronda va mostrar que no acabava d'assolir aquest objectiu i així es va veure forçat a una segona ronda contra Stepan Demirchyan. Aquesta va ser primera vegada que un president en exercici a la Comunitat d'Estats Independents no havia pogut guanyar en el primera ronda de les eleccions.
L'Organització per la Seguretat i la Cooperació a Europa (OSCE), que havia enviat 200 supervisors electorals per observar les eleccions, va descriure que el procés "es va quedar curt dels estàndards internacionals en diversos aspectes clau". Observadors de l'oposició a les meses electorals van informar que havia tingut lloc una tupinada a favor del president Kocharyan havia tingut lloc i un membre dels observadors de l'OSCE va descriure les eleccions com "un desastre".

## Segona volta
Alguns partidaris de l'oposició va demanar Demirchyan boicotejar la segona ronda, però tot i prendre part en les protestes sobre la conducta de la primera volta va participar en la segona volta. La majoria dels partits de l'oposició recolzaren Demirchyan i va tenir lloc un debat de televisió entre els dos candidats. Kocharyan va demanar als votants de la segona volta "una victòria convincent que ningú pogués qüestionar". Els resultats oficials van veure al President Kocharyan guanyar una mica més de dos terços de vots a la segona ronda i així va ser reelegit.
Com a la primera ronda, l'OSCE va informar de quantitats significatives de frau electoral, i nombrosos seguidors de Demirchyan van ser arrestats abans de la tenir lloc la segona volta. Demirchyan va descriure les eleccions com a manipulades i va demanar als seus simpatitzants manifestar-se en contra dels resultats. Desenes de milers d'armenis van protestar en els dies següents a les eleccions en contra dels resultats i van demanar la dimissió del president Kocharyan. No obstant això Kocharyan va prestar jurament per un segon mandat a principis d'abril i el Tribunal Constitucional va confirmar l'elecció, mentre recomanava la celebració d'un referèndum al cap d'un any per a confirmar el resultat de les eleccions.

## Resultats
| Candidats i partits                                     | Vots 1a volta | %      | Vots 2a volta | %      |
| ------------------------------------------------------- | ------------- | ------ | ------------- | ------ |
| Robert Kotxarian - Independent                          | 710.674       | 49,48% | 1.044.591     | 67,45% |
| Stepan Demirtxian – Partit del Poble d'Armènia          | 399.757       | 28,22% | 504.011       | 32,55% |
| Artashes Geghamyan – Unitat Nacional                    | 250.145       | 17,66% |               |        |
| Aram Karapetyan - Independent                           | 41.795        | 2,95%  |               |        |
| Vazgen Manukyan – Unió Nacional Democràtica             | 12.904        | 0,91%  |               |        |
| Ruben Avagian – Partit Miaorvats Aier                   | 5.788         | 0,41%  |               |        |
| Aram Sargsian – Partit Democràtic d'Armènia             | 3.034         | 0,21%  |               |        |
| Garnik Margarian – Pàtria i Dignitat                    | 1.272         | 0,09%  |               |        |
| Aram Haroutyunian – Partit de l'Acord Nacional          | 854           | 0,06%  |               |        |
| Total (participació (1a volta 63,21%) (2a volta 67,04%) | 1.426.223     | 100%   | 1.548,602     | 100%   |